# Лісовий заповідник Аджлун
Лісовий заповідник Аджлун (араб. محمية غابات عجلون) — природний заповідник, розташований у губернаторстві Аджлун на північному заході Йорданії. Заснований Королівським товариством охорони природи в 1988 році в районі села Умм Аль-Янабі, він займає площу 13 квадратних кілометрів (5 миля2). Заповідник містить програму розведення в неволі вимерлих косуль і був оголошений BirdLife International територією, важливою для птахів. Для туристів також є кілька туристичних стежок.
У жовтні 2018 року природний заповідник Аджлун увійшов до 100 найкращих екологічно чистих напрямків на світовій туристичній мапі.

## Географія і клімат
Клімат заповідника є рідкісним для Йорданії, оскільки лісисті території становлять лише 1 % площі Йорданії. Географія заповідника складається здебільшого з пагорбів та долин, а також з деяких джерел. Клімат заповідника схожий на середземноморський⁣, але протягом останніх 200 років постраждав від опустелювання та вирубки лісів.

## Флора і фауна

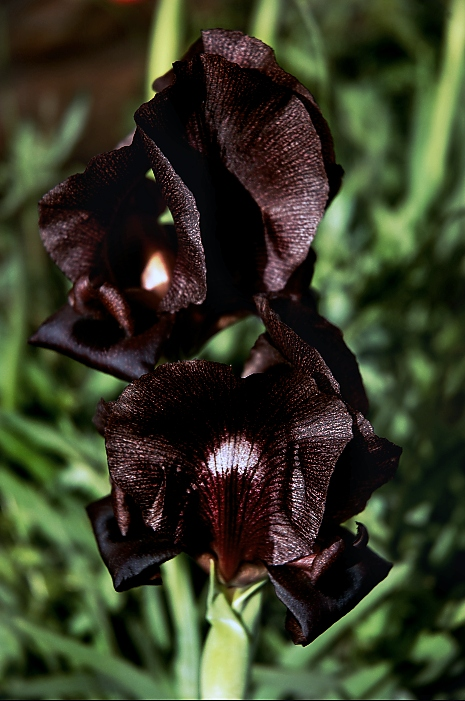
Чорний ірис

У заповіднику мешкає велика різноманітність рослин і тварин. У заповіднику трапляються такі тварини:
- Вічнозелений дуб (Quercus calliprinos)
- Ріжкове дерево (Ceratonia siliqua)
- Терпентинне дерево (Pistacia terebinthus)
- Суничник дрібноплодий (Arbutus andrachne)
- Чорний ірис (Iris nigricans), національна квітка Йорданії
- Свиня дика (Sus scrofa)
- Куниця кам'яна (Martes foina)
- Шакал звичайний (Canis aureus)
- Лисиця звичайна (Vulpes vulpes)
- Гієна смугаста (Hyaena hyaena)
- Вивірка кавказька (Sciurus anomalus)
- Їжатець індійський (Hystrix indica)
- Вовк (Canis lupus)
- Сарна європейська (Capreolus capreolus)

## Програми RSCN

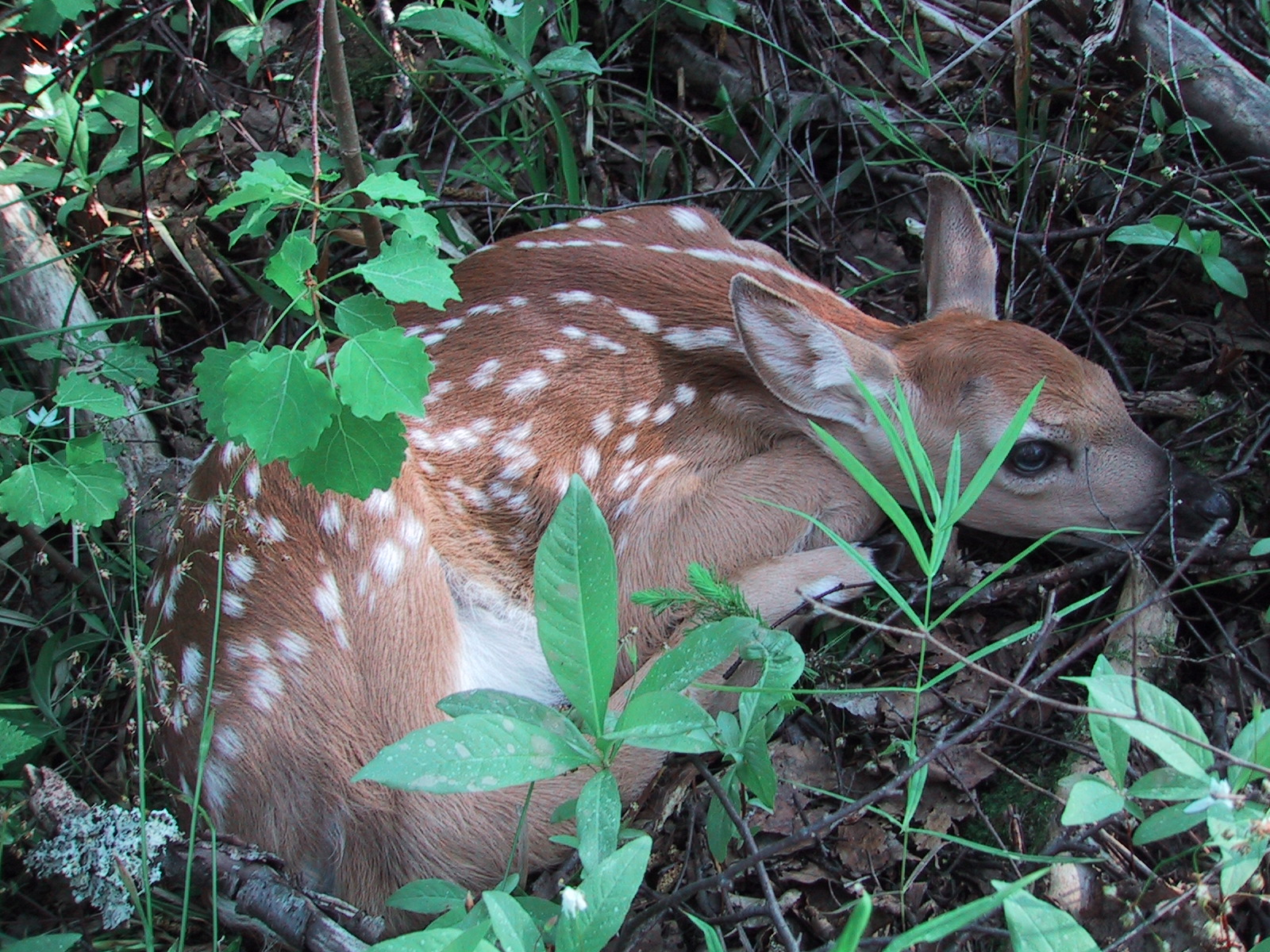
Сарна європейська була реінтродукована з Туреччини

RSCN керує громадськими та туристичними програмами заповідників. Туристи можуть зупинятися в наметових будиночках або каютах з березня по листопад. RSCN також проводить освітню ініціативу для місцевої молоді, щоб дізнатися про біорізноманіття. Студентів навчають вимірювати якість ґрунту, стежити за відновленням дерев та класифікувати рослини та тварин. RSCN також відновив місцеву вимерлу косулю зі зразків, взятих із Туреччини. Сьогодні [коли?] в рамках програми розведення в неволі в заповіднику живе приблизно 12 оленів.